# 秋タカシ
秋タカシ（あき たかし）は、日本のゲームシナリオライター、漫画原作者、小説家。別ペンネームとして太田顕喜がある。

## 作品一覧

### ゲーム作品
- ファイナルファンタジーV （プランナー）
  - ファイナルファンタジーVI （プランナー）
- スーパーマリオRPG （プランナー）
- 幻想水滸伝II （プログラマー）
  - 幻想水滸外伝 Vol.1 （ディレクター）
  - 幻想水滸外伝 Vol.2 （ディレクター）
  - 幻想水滸伝カードストーリーズ （ディレクター）
- ムゲンボーグ （シナリオ）
- ラクガキ王国2 魔王城の戦い （ディレクター、シナリオ）
- メンアットワーク!3 愛と青春のハンター学園 （サブシナリオ）
- マビノ×スタイル （サブシナリオ）
- We Are* （メインシナリオ）
- メタルウルフREV （サブシナリオ）
- 最終試験くじら〜Departures〜 （サブシナリオ）
  - 最終試験くじら Alive （サブシナリオ）
- おおかみかくし （サブシナリオ）
- ヴァルキリーコンプレックス （シナリオヘルプ）
- プリズム☆ま〜じカル 〜PRISM Generations!〜 （シナリオヘルプ）
- シャイニング・フォース フェザー （シナリオ）
- ティンクル☆くるせいだーす -Passion Star Stream- （サブシナリオ）
- ハーヴェステラ　（シナリオマネージャー）

### 漫画作品
- 『風ノ華〜魔龍八剣伝〜（英語: Kaze no Hana）』作画：巳蔦汐生 『電撃コミックガオ!』連載 メディアワークス刊
- 『てんたまTwinkle』作画：鯱猫 『コミックRUSH』連載 ジャイブ刊
- 『桜の猫姫』作画：鯱猫 『コミックRUSH』連載 ジャイブ刊
- 『We Are-Cruel Angel's-』作画：宇佐美渉 『電撃コミックガオ!』連載 メディアワークス刊
- 『ほのかLv.アップ!』作画：MATSUDA98 『電撃コミックガオ!』連載 メディアワークス刊
- 『シャイニング・フォース フェザー』作画：りゅうとひさし 『電撃マ王』連載 アスキー・メディアワークス刊
- 『キャラメル☆スター』作画：MATSUDA98 『電撃大王ジェネシス』連載
- 『朝まで授業chu!』作画：むにゅう 『月刊コミックアライブ』連載 メディアファクトリー刊
- 『剣と魔法のログレス 厄災の女神』作画：鈴木イゾ 『デンプレコミック』連載 KADOKAWA刊
- 『ボクが勇者で魔王もボクで』作画：炎堂たつや 『月刊コミックアライブ』連載 KADOKAWA刊
- 『朝まで恋愛chu! 〜幼なじみはトキめかない？〜』作画：むにゅう 『コミックキューン』連載 KADOKAWA刊
- 『ヴァージン†メイデン』漫画：となりける『コミックブシロードWEB』連載 ブシロード刊
- 『プリティマイティドール』漫画：勇人 キャラクターデザイン：田畑壽之『コミックブシロードWEB』連載 ブシロード刊
- 『俺の友達♂♀が可愛すぎて困る!』作画：春夏冬アタル 『コミックキューン』連載 KADOKAWA刊

### 小説作品
- ヒメこえ
- 華のアラシ！
- 蒼い海のトリスティア 君が描く宝石の日々
- 記憶の中の未来へ fromマビノ×スタイル
- ワールズ・エンド
  - Moonlight Illusion
  - Summer night Labyrinth
  - Voice of Darkness
  - Rebirth to Future